# Dolichopus lairdi
Dolichopus lairdi är en tvåvingeart som beskrevs av Olejnicek, Mohsen och Ouda 1995. Dolichopus lairdi ingår i släktet Dolichopus och familjen styltflugor.
Artens utbredningsområde är Irak. Inga underarter finns listade i Catalogue of Life.